# Asymphus
Asymphus is een geslacht van kevers uit de familie  
kniptorren (Elateridae).
Het geslacht is voor het eerst wetenschappelijk beschreven in 1886 door Sharp.

## Soorten
Het geslacht omvat de volgende soort:
- Asymphus insidiosus Sharp, 1886